# Безколекторен постояннотоков двигател
Безколекторните постояннотокови електродвигатели (англ. BLDC motors) се определят като безколекторни двигатели на постоянен ток (БДПТ), понеже такъв двигател най-често се захранва от постоянно напрежение. Наричат се постояннотокови, защото регулирането на оборотите на електродвигателя се извършва с помощта на ключови транзистори които включват и изключват намотките в групи като минимума е две групи /фази. Контролерите биват сензорни и безсензорни в зависимост от начина на отчитане на позицията на ротора спрямо статора. В единия случаи се използват датчик на Хол, а в другия намотките на самия двигател се използват, за да се получи тази информация чрез обратна връзка. Това са по-общите принципи на безколекторните двигатели, въпреки че има известно припокриване.

## История
Първите сведения за комерсиална употреба на безколекторни двигатели са от 1886 година, но реално този тип задвижване започва масово да се прилага след 1962 г.

## Синхронни електродвигатели с постоянни магнити (СДПМ)
В англоезичната литература са известни като PMSM (Permanent Magnet Synchronous Motor).
Повечето съвременни СДПМ се конструират на базата на неодимови магнити направени от сплав на неодим, желязо и бор (Nd2Fe14B). Също така се използват постоянни магнити от типа Alni, Alnico и Ticonal. Благодарение на високите си експлоатационни качества, СДПМ са най-перспективните двигатели за малки и средни мощности.

### Предимства и недостатъци
СДПМ двигателите са проектирани да съчетават най-добрите качества на AC двигателите и двигателите за постоянен ток.
Предимства:
- Широк диапазон за регулиране на скоростта
- Липса на възли, които изискват честа поддръжка (колектор)
- Може да се използва във взривопасна среда (няма искрене)
- Голям капацитет на претоварване за кратко време
- Висока производителност на енергия (КПД над 90%)
- Дълъг живот и висока надеждност поради прецизно балансиран ротор
- Синхронните машини с постоянни магнити са с по-малка маса – около 25%.

За този тип двигатели са характерни и някои недостатъци, като основният е високата цена. Въпреки това, когато говорим за цената, трябва да се вземе под внимание и фактът, че тези двигатели обикновено се използват в скъпоструващи системи с високи изисквания по отношение на точност и надеждност.
Недостатъци:
- Висока цена на двигателя, поради употребата на скъпи постоянни магнити в конструкцията на ротора.
- Трудно пускане – необходимо е да се завърти роторът в посоката на въртене на магнитното поле на статора, но поради липсата на пускова кафезна намотка и невъзможността да се изключи магнитното поле, създавано от постоянните магнити, възниква асинхронен спирачен момент, създаден в резултат от взаимодействието между полетата на статора и постоянните магнити.
- При движение на празен ход СДПМ се нагряват силно и е необходимо да се предвиди охлаждане на статора.
- Относително сложна структура на двигателя и управлението му. Въпреки това цената на силовата електроника с развитието на обема на производство има трайна тенденция към намаляване.

## Вентилен реактивен електродвигател
Вентилните реактивни електродвигатели имат проста конструкция, нямат постоянни магнити и намотки в ротора и не изискват използването на редки материали. Простата конструкция на ВРД му осигурява някои нови предимства в сравнение с другите видове електромотори. Електрическите намотки на ВРД са независими една от друга, и дори в случай на напълно окъсила намотка двигателя продължава да функционира. Цената на ВРД е най-ниската от всички известни модели на електрически машини. Скъпа част в системата е само електронния инвертор, който е задължителен за всички съвременни задвижвания с променлива скорост.

## Приложение
БДПТ изпълняват много функции, които в миналото са извършвани от колекторните DC електромотори, но цената и сложността им не позволяват замяната във всички области.

### Приложение в транспорта
Безколекторни електродвигатели с голяма мощност се прилагат в електромобилите и хибридните автомобили. Тези мотори са по същество AC синхронни двигатели с постоянни магнити в ротора. Разработват се и безколекторни електромотори, монтирани директно в колелата на автомобилите, които намаляват фрикционната загуба на енергия и спестяват място.
Електрическите велосипеди използват безчеткови мотори, вградени в центъра на задното колело, със статор, фиксиран към оста, и магнити, прикрепени към ротора.

### Приложение в компютрите
БДПТ електродвигателите доминират в компютърните твърди дискове и CD / DVD плейърите. Малките вентилатори в електронното оборудване се захранват вече само от безколекторни електродвигатели. Причината да се премине към този вид задвижване е драстичното намаляване на мощността, необходима за работа в сравнение с класическите AC мотори, и защото вграденият микропроцесор осигурява програмиране за по-добър контрол на въздушния поток. Това позволява плавно регулиране и обратна връзка с хардуера.

### Приложение в други области
Безколекторните електродвигатели са идеално пригодени за индустриални приложения поради тяхната висока енергийна плътност, добра скорост, въртящ момент, висока ефективност, широк спектър на скоростта и лесна поддръжка. Най-честата употреба на безколекторни постояннотокови двигатели са линейните двигатели, серводвигатели, задвижвания за промишлени роботи, задвижвания за металорежещи машини с ЦПУ и други.